# Честерфілд-Інлет
Честерфілд-Інлет (інуктитут Igluligaarjuk ᐃᒡᓗᓕᒑᕐᔪᒃ, англ. Chesterfield Inlet) — село у Канаді, у регіоні Ківаллік території Нунавут на західному березі Гудзонової затоки, населене переважно ескімосами. Населення становить 332 людини. 
Ескімоська назва села Igluligaarjuk у перекладі означає "місце з кількома хатами". 
Поселення засноване 1911 року Компанією Гудзонової затоки, статус села надано 1980 року. 
У селі є аеропорт та невеликий порт. 

## Клімат
Село знаходиться у зоні, котра характеризується кліматом полярних пустель. Найтепліший місяць — липень із середньою температурою 10.7 °C (51.2 °F). Найхолодніший місяць — січень, із середньою температурою -30.9 °С (-23.6 °F).
| Клімат Честерфілд-Інлета | Клімат Честерфілд-Інлета | Клімат Честерфілд-Інлета | Клімат Честерфілд-Інлета | Клімат Честерфілд-Інлета | Клімат Честерфілд-Інлета | Клімат Честерфілд-Інлета | Клімат Честерфілд-Інлета | Клімат Честерфілд-Інлета | Клімат Честерфілд-Інлета | Клімат Честерфілд-Інлета | Клімат Честерфілд-Інлета | Клімат Честерфілд-Інлета | Клімат Честерфілд-Інлета |
| Показник                 | Січ.                     | Лют.                     | Бер.                     | Квіт.                    | Трав.                    | Черв.                    | Лип.                     | Серп.                    | Вер.                     | Жовт.                    | Лист.                    | Груд.                    | Рік                      |
| Абсолютний максимум, °C  | −3                       | −5,5                     | 2                        | 3,5                      | 14                       | 26                       | 30,5                     | 27                       | 22                       | 10                       | 2                        | −2                       | 30,5                     |
| Середній максимум, °C    | −27,3                    | −26,9                    | −20,6                    | −11,1                    | −2,3                     | 7,9                      | 15,2                     | 12,7                     | 5,7                      | −1,8                     | −12,7                    | −21,1                    | −6,9                     |
| Середня температура, °C  | −30,9                    | −30,8                    | −25,1                    | −15,8                    | −5,7                     | 4,3                      | 10,6                     | 9,2                      | 3,3                      | −4,5                     | −16,7                    | −25,2                    | −10,6                    |
| Середній мінімум, °C     | −34,3                    | −34,2                    | −29,4                    | −20,1                    | −9                       | 0,5                      | 5,9                      | 5,7                      | 0,9                      | −7                       | −20,7                    | −29,1                    | −14,2                    |
| Абсолютний мінімум, °C   | −46                      | −49                      | −45                      | −35,5                    | −29                      | −11,5                    | −1,5                     | −2                       | −9                       | −26                      | −37,5                    | −44                      | −49                      |
| Норма опадів, мм         | 10.4                     | 9.6                      | 14.9                     | 15.5                     | 15.1                     | 23.3                     | 41.2                     | 51.2                     | 37.4                     | 26.6                     | 22                       | 14                       | 281.2                    |
| Днів з дощем             | 0                        | 0                        | 0                        | 0,1                      | 1,6                      | 5,4                      | 7,9                      | 9,9                      | 8,4                      | 3,4                      | 0                        | 0                        | 36,6                     |
| ------------------------ | ------------------------ | ------------------------ | ------------------------ | ------------------------ | ------------------------ | ------------------------ | ------------------------ | ------------------------ | ------------------------ | ------------------------ | ------------------------ | ------------------------ | ------------------------ |
| Джерело: Weatherbase     |                          |                          |                          |                          |                          |                          |                          |                          |                          |                          |                          |                          |                          |